# Dryops goidanichi
Dryops goidanichi is een keversoort uit de familie ruighaarkevers (Dryopidae). De wetenschappelijke naam van de soort werd in 1975 gepubliceerd door Olmi.